# جيريمي لولور
جيريمي لولور (بالإنجليزية: Jeremy Lawlor)‏ (4 نوفمبر 1995 في المملكة المتحدة - ) هو لاعب كريكت بريطاني. لعب مع نادي مقاطعة غلاموركن للكريكت ‏ وCardiff MCC University ‏.

## وصلات خارجية
- جيريمي لولور على موقع إي آس بي آن كريك إنفو (الإنجليزية)